# スウェーデンの世界遺産
スウェーデンの世界遺産（スウェーデンのせかいいさん）はユネスコの世界遺産に登録されているスウェーデン国内の文化・自然遺産の一覧。

## 文化遺産
- ドロットニングホルムの王領地 - （1991年）
- ビルカとホーヴゴーデン - （1993年）
- エンゲルスバーリ製鉄所 - （1993年）
- ターヌムの岩絵群 - （1994年）
- スコーグスシュルコゴーデン（森の墓地） - （1994年）
- ハンザ同盟都市ヴィスビュー - （1995年）
- ルレオのガンメルスタードの教会街 - （1996年）
- カールスクルーナの軍港 - （1998年）
- エーランド島南部の農業景観 - （2000年）
- ファールンの大銅山地域 - （2001年）
- ヴァールベリの無線局 - （2004年）
- シュトルーヴェの測地弧 - （2005年）註2
- ヘルシングランドの装飾農家群 - （2012年）

## 自然遺産
- ヘーガ・クステンとクヴァルケン群島 - （2000年、2006年）註2

## 複合遺産
- ラポニア地域 - （1996年）

## 暫定リスト掲載物件
- 生物系統学の揺籃地（スウェーデン語版）（2009年12月掲載）  - スウェーデンを中心とする8カ国13資産で構成。